# Aanvalsonderzeeër

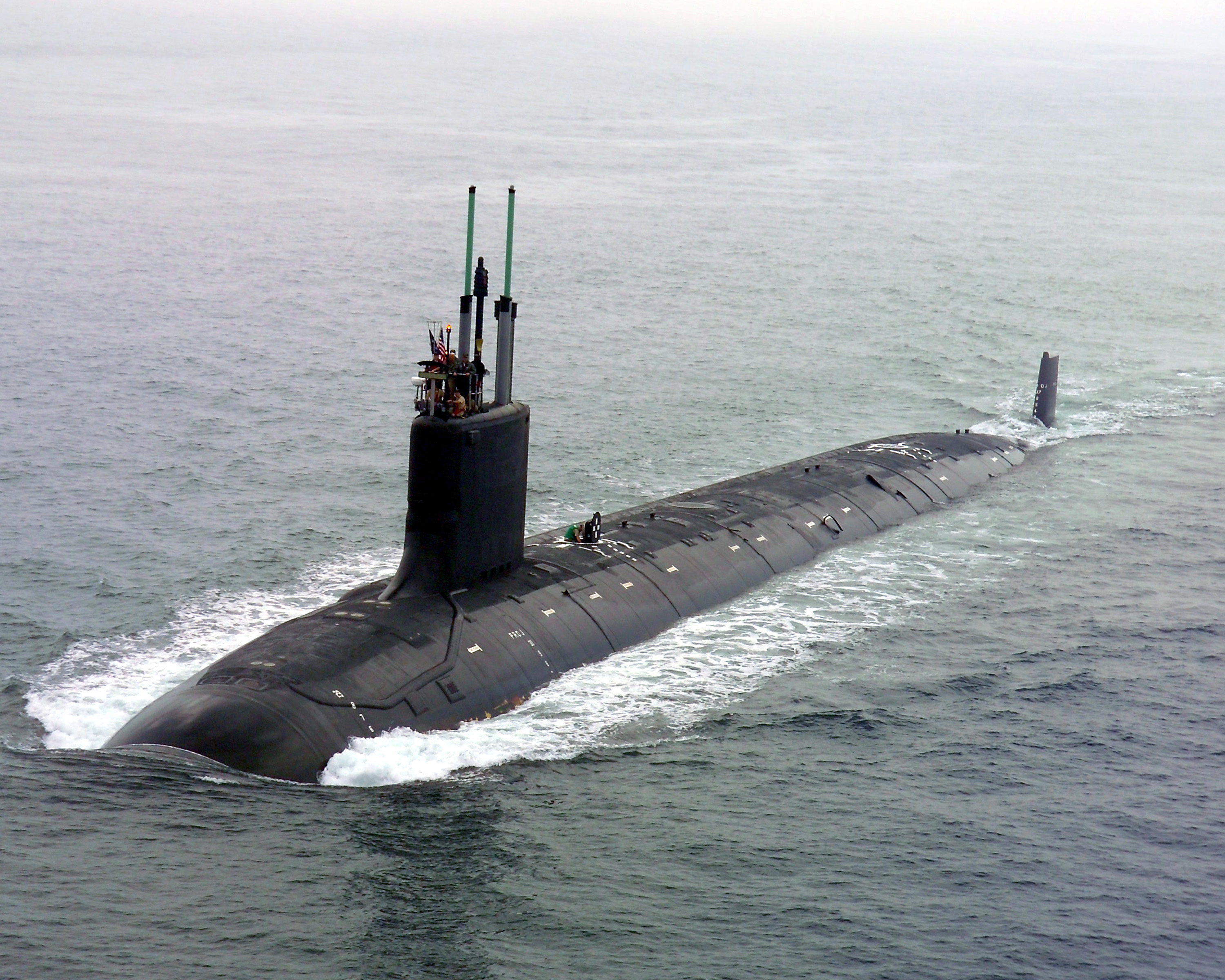
USS Virginia, een nucleair aangedreven aanvalsonderzeeër

Een aanvalsonderzeeër (Engels: attack submarine of hunter-killer submarine of  Fast Attack Boat  of kortweg  SSN ) is een onderzeeboot ontworpen om andere onderzeeboten en oppervlakteschepen aan te vallen.
Kleinere aanvalsonderzeeërs voor kustwateren en ondiepe zeeën hebben een dieselelektrische aandrijving of een luchtonafhankelijke aandrijving, grotere voor oceanen zijn kernonderzeeërs.

## Geschiedenis

### Eerste Wereldoorlog

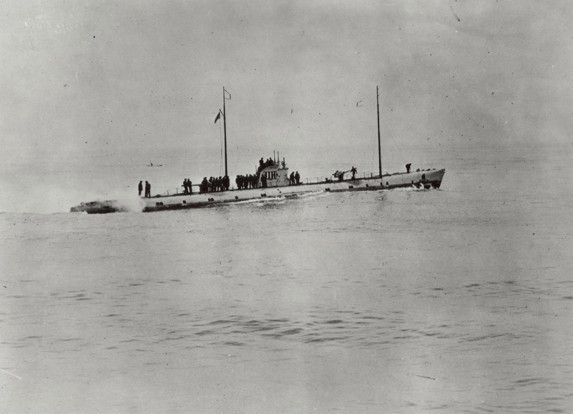
De U 111 na de wapenstilstand

In de Eerste Wereldoorlog trachtte de Kaiserliche Marine met een onbeperkte duikbotenoorlog vanuit de onderzeebootbasis in het met de Race naar de Zee in 1914 veroverde Brugge met U-boten langs kanalen via Zeebrugge en Oostende op de Noordzee vrachtschepen naar Groot-Brittannië aan te vallen om zo de toevoer van voor de oorlog nodige grondstoffen af te snijden door geallieerde vrachtschepen tot zinken te brengen. De Royal Navy trachtte dit te beletten door vrachtschepen in konvooien te begeleiden met torpedobootjagers met dieptebommen.

### Tweede Wereldoorlog

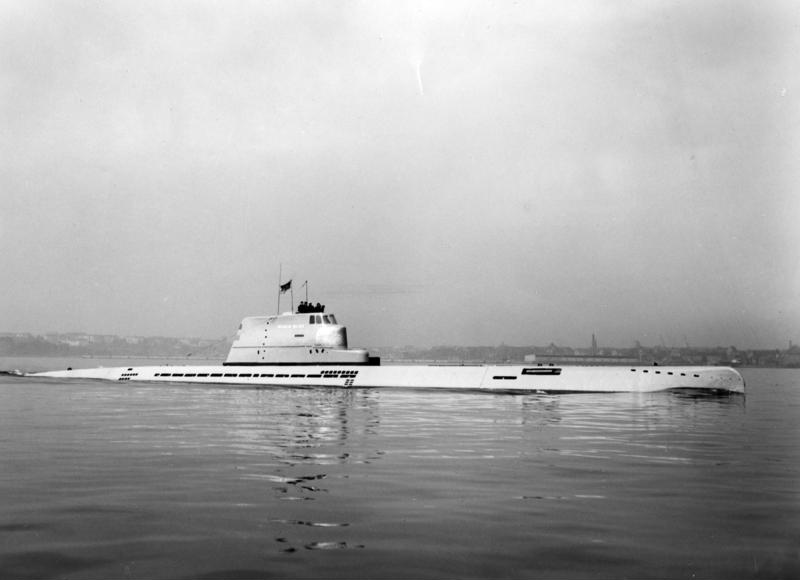
De U 2540, een Type XXI-U-boot

In de Tweede Wereldoorlog trachtte de Kriegsmarine met een onbeperkte duikbotenoorlog vanuit de Dora (U-bootbunker) te Trondheim in het met Operatie Weserübung in 1940 veroverde Noorwegen en onderzeebootbasis Lorient, La Rochelle en Saint-Nazaire in het in 1940 met de Slag om Frankrijk veroverde Frankrijk op de Atlantische Oceaan de toevoer van voor de oorlog noodzakelijke grondstoffen, in het bijzonder aardolie, naar Groot-Brittannië af te snijden door geallieerde vrachtschepen te torpederen. De Royal Navy trachtte dat in de slag om de Atlantische Oceaan te beletten door vrachtschepen in konvooien te laten varen en te begeleiden met torpedobootjagers, fregatten en korvetten voor U-bootbestrijding met dieptebommen en sonar.
De United States Navy voerde ook een onbeperkte duikbotenoorlog en trachtte de toevoer van voor de oorlog noodzakelijke grondstoffen, in het bijzonder aardolie, naar het Japanse Keizerrijk af te snijden door met onderzeeboten Japanse vrachtschepen te torpederen.
Onderzeeboten van de Japanse Keizerlijke Marine vielen oorlogsschepen van de United States Navy aan. Zo bracht de I-168 op 4 juni 1942 het Amerikaanse vliegdekschip USS Yorktown en de torpedobootjager USS Hammann tot zinken tijdens de slag om Midway.
De Duitse U 29 bracht op de avond van 17 september 1939 het Britse vliegdekschip HMS Courageous tot zinken toen het zich in de wind draaide om vliegtuigen te laten opstijgen. De Duitse U 47 bracht op 14 oktober 1939 in de slag om de Atlantische Oceaan het Britse slagschip HMS Royal Oak tot zinken.
Op 9 februari 1945 bracht HMS Venturer P68 de U 864 tot zinken terwijl ze beide op periscoopdiepte onder water voeren. De U 864 voer met zijn snuiver en maakte geluid dat de HMS Venturer kon horen met zijn hydrofoon. Commandant Jimmy Launders van de HMS Venturer tekende de zigzagkoers van U 864 op basis van de beweging van de snuiver die hij zag met zijn periscoop en lanceerde al zijn vier boegtorpedo’s naar de plaats waar de U 864 vermoedelijk heen zou duiken als hij torpedo’s in het water hoorde. Een trof doel en bracht U 864 tot zinken. De les hieruit was dat een ondergedoken onderzeeboot een andere ondergedoken onderzeeboot kan vernietigen, maar enkel met meerdere torpedo’s. Later kwamen er efficiëntere torpedo’s met doelzoeker.
De oorlog leidde tot voortdurende verbeteringen in ontwerp en bouw: van de Type I-U-boot met dieselelektrische aandrijving in 1936 tot de Type XXIII-U-boot met luchtonafhankelijke aandrijving op waterstofperoxide in 1944.

### Dieselelektrisch aangedreven aanvalsonderzeeërs in de Koude Oorlog
Na de Tweede Wereldoorlog baseerden de Geallieerden hun nieuwe onderzeeboten op de buitgemaakte Duitse Type XXI-U-boot met snuiver.
De United States Navy ontwikkelde het Greater Underwater Propulsion Power Program (GUPPY), wat leidde tot de Tangklasse en de USS Darter SS-576.
De Gatoklasse zoals USS Croaker en de Balaoklasse zoals USS Perch uit de Tweede Wereldoorlog werden gemoderniseerd in 1951-1953. Vier van de zes torpedobuizen in de boeg werden verwijderd om plaats te maken voor de BQR-4-sonar. De vier torpedobuizen in de hek bleven. Twee dieselmotoren werden verwijderd en de machines werden verplaatst en akoestisch geïsoleerd om minder geluid te maken.
Ook de Sovjet-Unie had een Type XXI-U-boot buitgemaakt en in 1948 schatte de United States Navy dat de Sovjet-Unie tegen 1960 over 360 onderzeeboten zou beschikken en dat er 250 aanvalsonderzeeërs nodig waren om die tegen te houden.

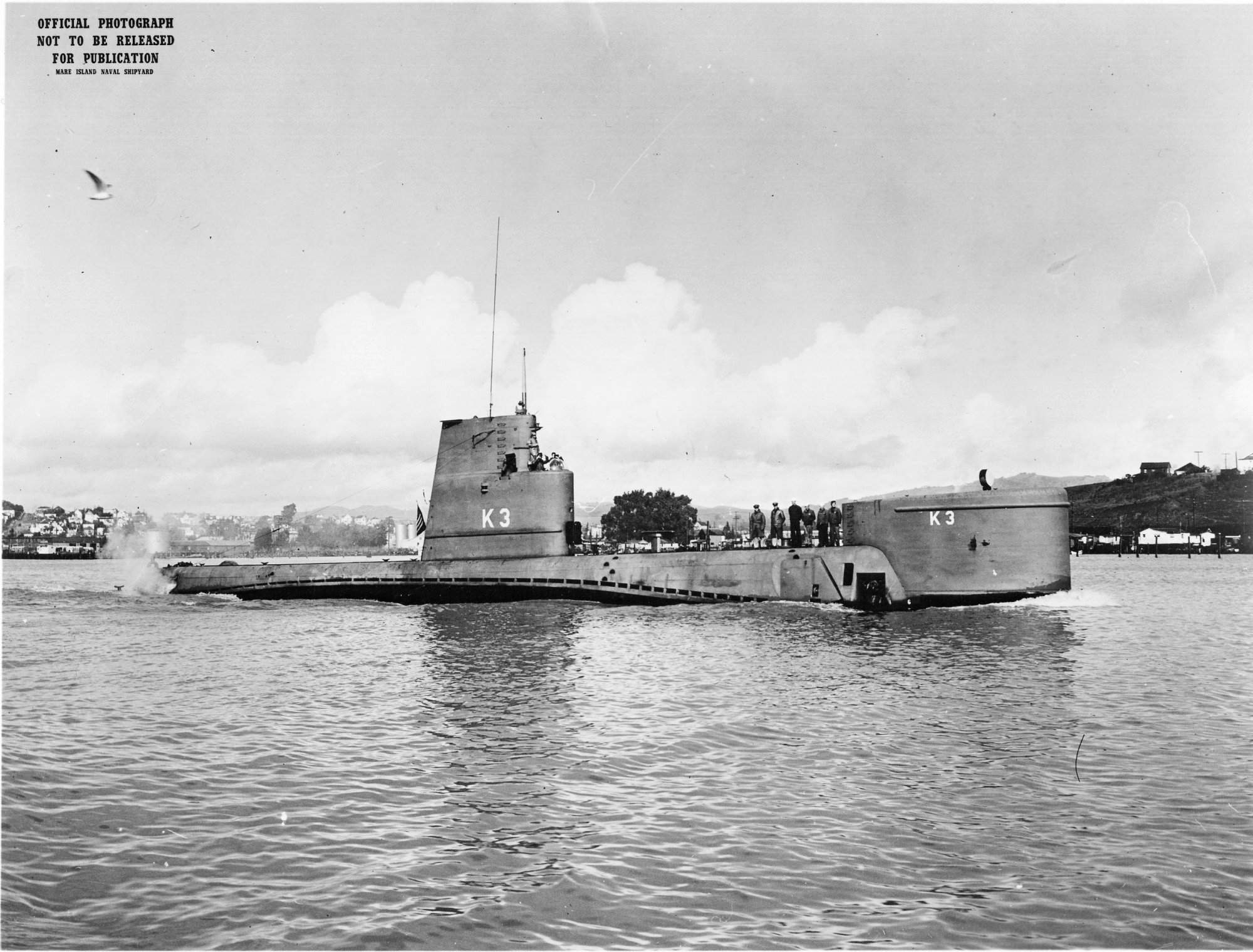
USS Bonita (SSK-3) met de BQR-4-sonar

In 1951 werd de Barracudaklasse gebouwd met 750 ton deplacement aan de oppervlakte. Ze hadden een passieve sonar BQR-4 in de boeg en vier torpedobuizen. Een sonar in de boeg is beter om hinder te vermijden van het geluid van de eigen voortstuwing.
In 1953 kwam de USS Albacore AGSS-569 met een nieuwe vorm van romp, beter geschikt om snel en stil te varen onder water.
In 1952 had de Sovjet-Unie tien onderzeeboten gebouwd.
Eind 1960 waren er 320, waarvan 215 van de Whiskeyklasse.
Tijdens de Cubacrisis in oktober 1962 dwong de United States Navy vier Sovjet-aanvalsonderzeeërs van de Foxtrotklasse naar de oppervlakte met dieptebommen zonder te beseffen dat die elk een nucleaire torpedo meevoerden waarmee ze het Amerikaanse eskader en zichzelf hadden kunnen vernietigen. De inzet ervan vereiste unanimiteit van de drie hoogste officieren aan boord en een stemde tegen gebruik van de nucleaire torpedo.
De Royal Navy nam in 1957 de Oberonklasse in dienst.

### Nucleair aangedreven aanvalsonderzeeërs in de Koude Oorlog

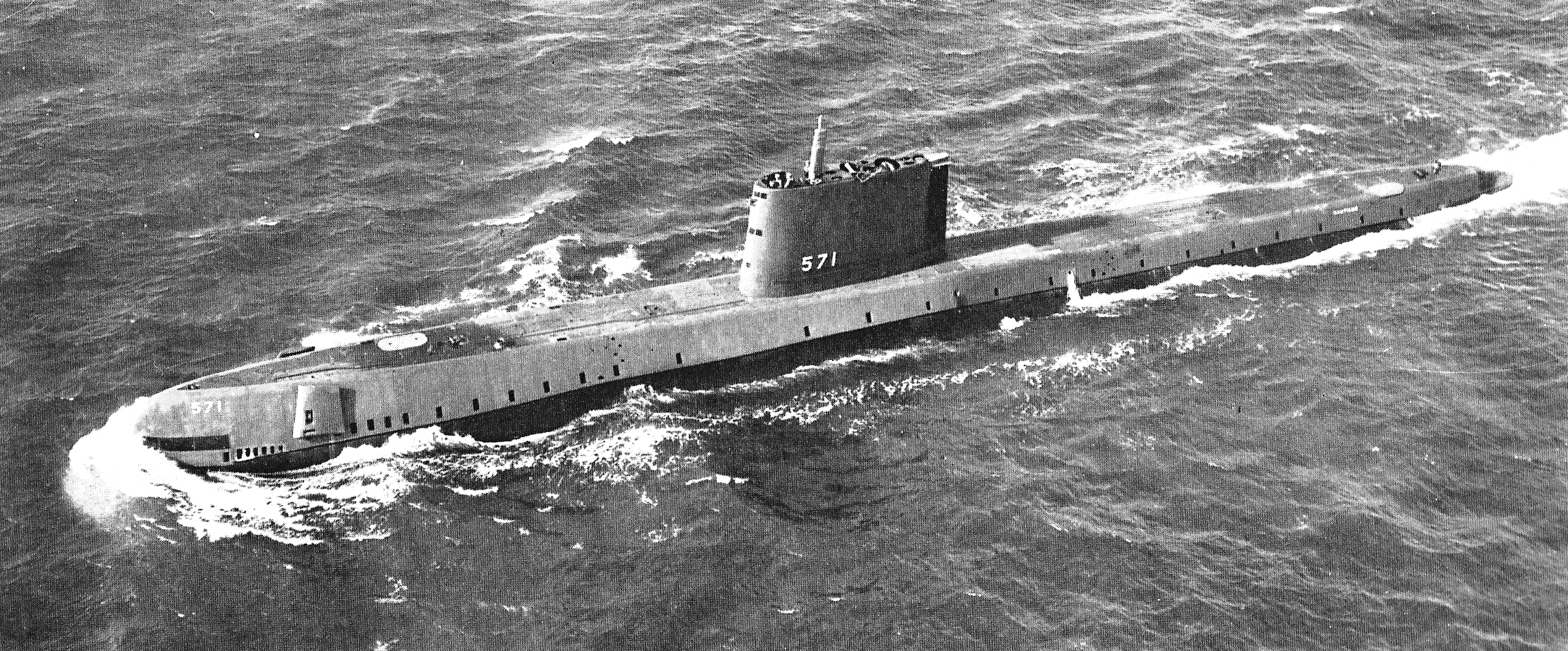
USS Nautilus was de eerste kernonderzeeër.
In de herfst van 1957 waren bij oefeningen 5000 aanvallen op de Nautilus uitgevoerd. Een onderzeeboot met dieselelektrische aandrijving zou daarbij 300 keer vernietigd zijn, de Nautilus maar 3 keer. De Nautilus kon met zijn actieve sonar de dieselelektrisch aangedreven aanvalsonderzeeërs vermijden. De Nautilus veegde 10 jaar van vooruitgang in onderzeebootbestrijding uit.
USS George Washington (SSBN-598) was in 1959 de eerste kernonderzeeër bewapend met ballistische raketten: 16 polarisraketten met elk een waterstofbom. In de Tweede Wereldoorlog kon een onderzeeboot een schip tot zinken brengen, maar tijdens de Koude Oorlog kon een enkele kernonderzeeër met 16 ballistische raketten van elk 1000 kiloton TNT-equivalent 16 steden verwoesten. Ter vergelijking: de atoombommen op Hiroshima en Nagasaki hadden 15 en 21 kiloton TNT-equivalent. 

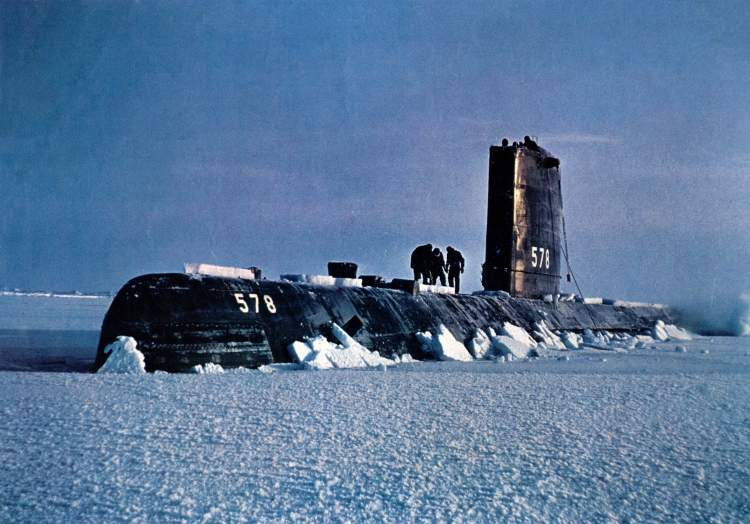
USS Skate brak in 1959 als eerste door het zee-ijs in de Noordelijke IJszee.

USS Skate brak in 1959 als eerste door het zee-ijs van de Noordelijke IJszee. Kernonderzeeërs konden onder het zee-ijs schuilen voor detectie door vliegtuigen, helikopters of oppervlakteschepen. Enkel een aanvalsonderzeeër kon ze bestrijden.
In 1957–59 nam de United States Navy alle aanvalsonderzeeërs met dieselelektrische aandrijving uit dienst of gaf ze andere taken. Het bleek nodig om kernonderzeeërs in te zetten als aanvalsonderzeeërs.
De nieuwe romp geoptimaliseerd om snel en geruisloos te varen onder water werd in 1959 getest in drie dieselelektrische Barbelklasse aanvalsonderzeeërs en zes kernonderzeeërs van de Skipjackklasse, toen met 31 knopen de snelste onderzeeboot ter wereld.
In 1960 had de Sovjet-Unie acht kernonderzeeërs van de Novemberklasse.
Omdat die voor onbeperkte tijd diep onder water konden varen aan hoge snelheid, maakten die de dieselelektrisch aangedreven aanvalsonderzeeërs nutteloos.
Chief of Naval Operations admiraal Arleigh Burke bestelde in 1956 een studie Project Nobska en die toonde aan dat een bolvormige sonar in de boeg beter kon detecteren over 360°. Daartoe werden de torpedobuizen van de boeg naar de flanken erachter aan bakboord en stuurboord verplaatst. USS Tullibee SSN-597 in 1960 en de Thresherklasse vanaf 1961 pasten dit toe.
USS Tullibee van 2649 ton was stil, maar met 14,8 knopen te traag en duur.

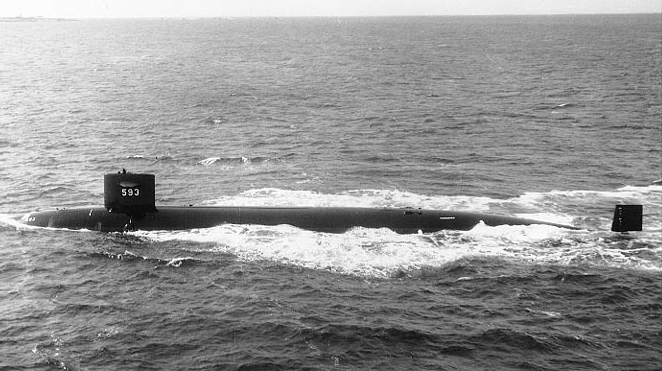
’USS Thresher SSN-593’ haalde 28 knopen en kon 400 m diep duiken en had een bolvormige sonar in de boeg, maar verging op 8 april 1963 bij een duikoefening 400 m diep.

USS Thresher van 4369 ton haalde 28 knopen, kon 400 m diep duiken en 18 torpedo’s meenemen.
Op  9 april 1963 verging Thresher tijdens een duikoefening 400 m diep door een slecht gebraseerde leiding en door vocht in de perslucht. Daarom werd een herontwerp voor veiligheid van kernonderzeeërs uitgevoerd, het SUBSAFE-programma.
Admiraal Hyman Rickover deelde technologie met Canada en Nederland, maar na bezoek aan de atoomijsbreker van de Sovjet-Unie Lenin besliste hij de technologie voortaan geheim te houden.
De United States Navy nam in 1980 de Los Angelesklasse, in 1997 de Seawolfklasse in dienst en in 2004 de Virginiaklasse en heeft tegen 2040 een nieuwe SSN(X)-klasse gepland.
In 1967 kwamen de eerste gestroomlijnde nucleair aangedreven aanvalsonderzeeërs van de Marine van de Sovjet-Unie met de Victorklasse. In 1971 volgde de Alfa-klasse met een loodgekoelde reactor en een romp uit titanium, in 1980 de Oscarklasse waarvan de Koersk op 12 augustus 2000 in de Barentszzee verging. De Russische marine zette dit verder met in 1993 de Yasenklasse en een nieuwe Laikaklasse is gepland tegen 2030.
De Marine van het Volksbevrijdingsleger nam in 1974 de eerste nucleair aangedreven aanvalsonderzeeër in dienst: de Changzheng 1 van de Hanklasse, Type 091, in 2007 de Shangklasse, Type 093 en in 2020 Type 095. Tijdens de Derde Taiwancrisis in oktober 1994 schaduwde een Type 091 een Amerikaans eskader rond de USS Kitty Hawk in de Gele Zee bij  Taiwan.
De Royal Navy nam in 1963 de eerste nucleair aangedreven aanvalsonderzeeër in dienst: HMS Dreadnought. De boot werd aangedreven door een S5W drukwaterreactor van Westinghouse.
De enige keer in de geschiedenis dat een nucleair aangedreven aanvalsonderzeeër een oorlogsschip tot zinken bracht was in de Falklandoorlog op 2 mei 1982 toen de HMS Conqueror van de Royal Navy de lichte kruiser ARA General Belgrano van de Argentijnse marine tot zinken bracht met een torpedo. Het leidde tot 323 slachtoffers. 
De Franse marine nam in 1983 de eerste nucleair aangedreven aanvalsonderzeeër van de Rubisklasse in dienst, vanaf 2022 opgevolgd door de Suffrenklasse.
De Koninklijke Australische marine (AU) had vanaf 1996 de Collinsklasse dieselelektrisch aangedreven aanvalsonderzeeërs, maar  werkt aan nucleair aangedreven aanvalsonderzeeërs in het AUKUS-programma met het Verenigd Koninkrijk en de Verenigde Staten. Ze hadden eerder overwogen om de Franse Suffrenklasse aan te kopen.
In 2021 nam de Braziliaanse marine een nucleair aangedreven aanvalsonderzeeër Álvaro Alberto in dienst.
India heeft Project 75 Alpha van 6 nucleair aangedreven aanvalsonderzeeërs om bedreigingen van China en Pakistan af te weren.

### Moderne luchtonafhankelijke aandrijving

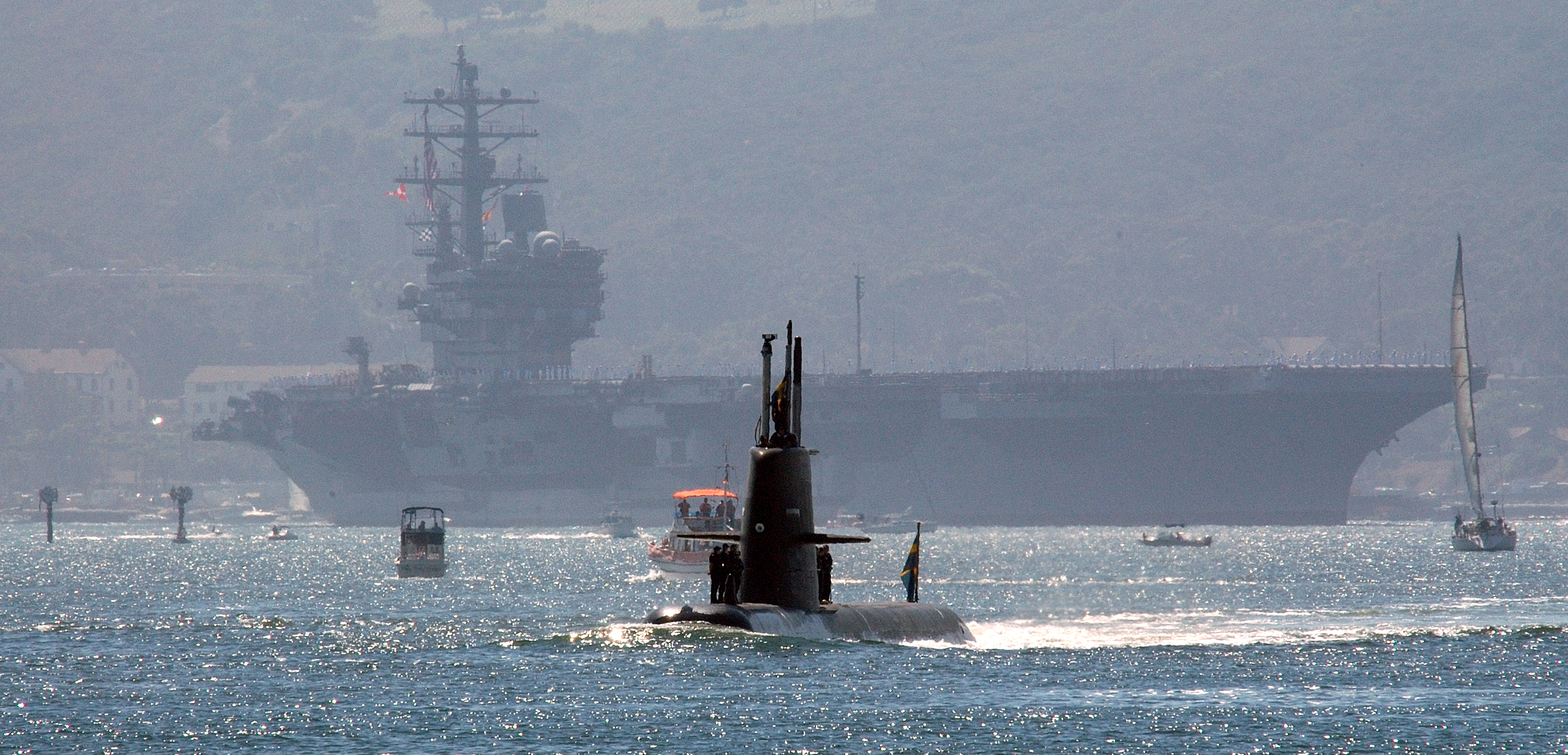
HSwMS Gotland met de USS Ronald Reagan (CVN-76) die hij in 2005 verschalkte.

De Duitse Type XVII U-boot had al een “Walter”-gasturbine met waterstofperoxide voor luchtonafhankelijke aandrijving.
Het Verenigd Koninkrijk testte luchtonafhankelijke aandrijving met waterstofperoxide in HMS Meteorite, HMS Excalibur en HMS Explorer.
Dit werd verder ontwikkeld in het Duitse Type 209 in 1971 en Type 212, de Franse Scorpèneklasse vanaf 2005 ook voor India, en de Zweedse Gotlandklasse vanaf 1996.
In 2005 bracht de Zweedse HSwMS Gotland bij oefeningen het Amerikaanse vliegdekschip USS Ronald Reagan (CVN-76) virtueel tot zinken.

### Moderne dieselelektrische aandrijving

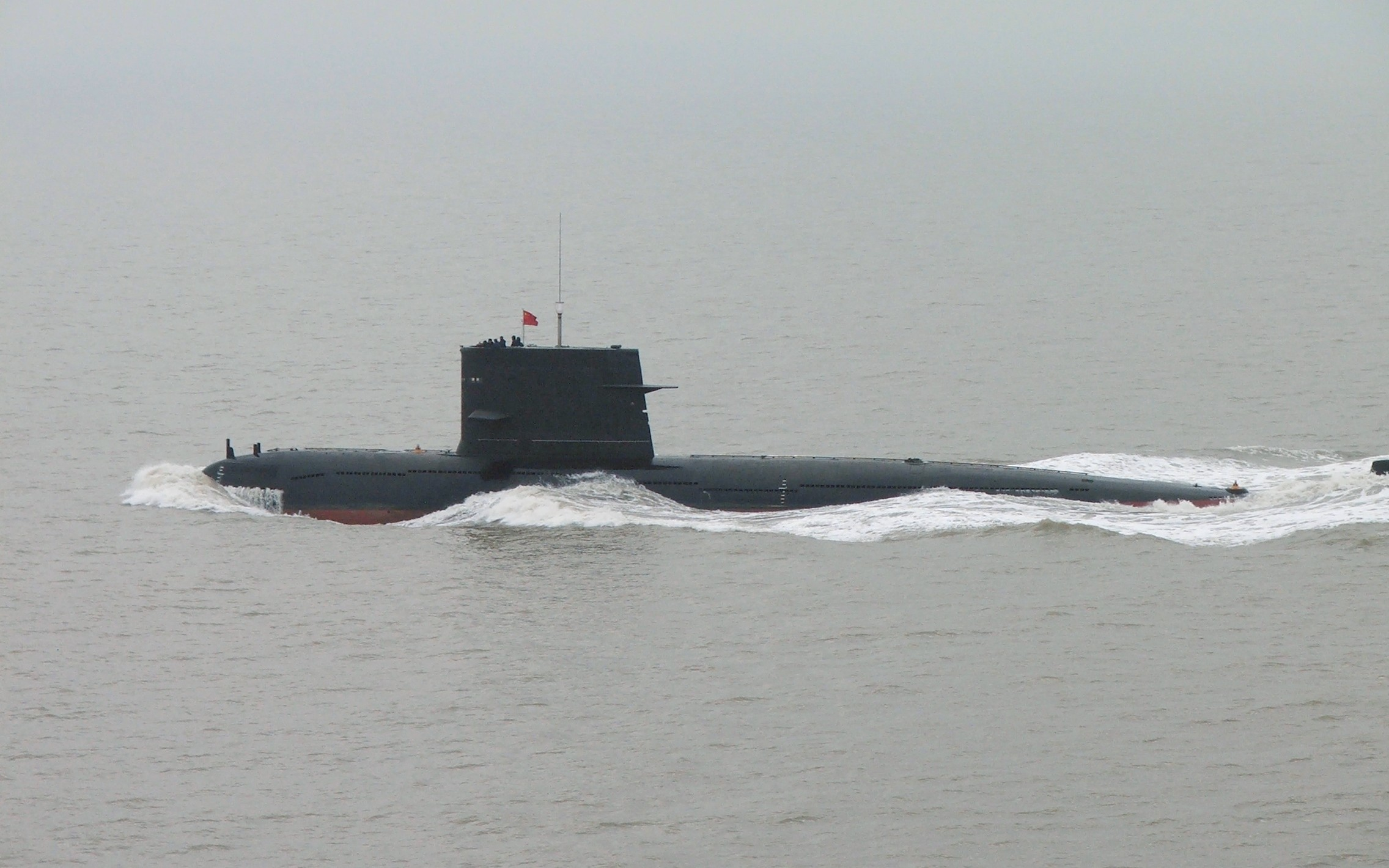
Een Type 039-dieselelektrisch aangedreven aanvalsonderzeeër van de Songklasse van de Marine van het Volksbevrijdingsleger die op 26 oktober 2006 het vliegdekschip USS Kitty Hawk verraste in de Oost-Chinese Zee.

Aanvalsonderzeeërs met dieselelektrische aandrijving zijn goedkoper en bleven relevant, vooral voor kustwateren en ondiepe zeeën. Ze kunnen met vliegtuigen vanaf het land verdedigd worden tegen onderzeebootbestrijding vanuit de lucht. Woelig water en ruisen van de branding bieden ook wat beschutting tegen detectie van de snuiver visueel of met radar of sonar.
De Marine van de Sovjet-Unie had de Romeoklasse in 1962, de Foxtrotklasse in 1958, de Tangoklasse in 1972 en de Kiloklasse in 1980. De Russische marine zet dit verder met de Ladaklasse in 2010, de Amoerklasse en een nieuw geplande S1000-klasse. 
De Israëlische marine heeft de Dolfijnenklasse-onderzeeër, gebouwd door het Duitse Howaldtswerke-Deutsche Werft.
De Koninklijke Marine had de Potvisklasse in 1965, de Zwaardvisklasse in 1972 en de Walrusklasse in 1994, maar heeft beslist om tegen 2027 de nucleair aangedreven Franse Suffrenklasse aan te kopen onder de naam Orkaklasse.
De Italiaanse marine nam vanaf 1994 de Sauroklasse in dienst.
Op 26 oktober 2006 dook een Type 039 Songklasse-aanvalsonderzeeër met dieselelektrische aandrijving van de Marine van het Volksbevrijdingsleger op 9 km van het vliegdekschip USS Kitty Hawk boven water in de Oost-Chinese Zee tussen Japan en Taiwan, waar hij die met torpedo’s en antischeepsraketten had kunnen vernietigen. Hij had de Kitty Hawk twee dagen volstrekt stil op de bodem opgewacht. Door stil te liggen zonder geluid of kielzog kon hij alle detectie verschalken.